# Rosa Herzfeld-Link
Rosa Babette Herzfeld-Link (geb. Link) (* 1. oder 12. oder 13. April 1846 oder 1848 in Nürnberg; † 1. Juni 1900 in München) war eine deutsche Schauspielerin.

## Leben

### Familie
Rosa Herzfeld-Link war die Tochter der Schauspielerin Babette Link (1807–1894), deren Vater der Schauspieldirektor Anton Noderer war. Ihr Bruder war der Schauspieler Georg Link (1833–1903).
Sie war seit dem 20. Juli 1871 mit dem Schauspieler Albrecht Herzfeld, einem Enkel des Schauspielers Jacob Herzfeld, verheiratet; die Ehe wurde später geschieden. Ihr gemeinsamer Sohn Leo Herzfeld war ein Bassbuffo.
Sie wurde auf dem Alten Nordfriedhof in München beigesetzt.

### Werdegang
Rosa Herzfeld-Link begann ihre schauspielerische Karriere im Alter von vierzehn Jahren im Winter 1859/1860 in Görlitz und war später bei dem Theaterdirektor Karl Lößl (1817–1902) in Marburg an der Drau sowie in Oedenburg.
Sie hatte Engagements im Theater an der Wien, im Stadttheater Leipzig unter Direktor Heinrich Laube, an den Stadttheatern in Riga, in Stettin, am Hof- und Nationaltheater in Mannheim und im Stadttheater Hamburg. Seit dem 1. Juni 1878 gehörte sie, als Nachfolgerin von Klara Ziegler, der Münchner Hofbühne an.
Sie spielte im Fach der Heldenmütter und Salondamen; ihre Hauptrollen waren unter anderem Die Jungfrau von Orleans, die Isabella in Braut von Messina, die Elisabeth, die Lady Macbeth in Macbeth, die Marquise de Pompadour in Narziss, die Orsina in Emilia Galotti, die Gräfin Terzky in Wallenstein und die Herzogin Marlborough in Das Glas Wasser.

## Trivia
Im Jahr 1870 kam es dazu, dass der spätere Ehemann von Rosa Herzfeld-Link den Theaterkritiker Adolf Silberstein (1845–1899) ohrfeigte, den er beschuldigte, seine Verlobte beleidigt zu haben. In Folge davon, wurde Albrecht Herzfeld durch die Theaterdirektion entlassen, worauf sich die meisten Mitglieder des Stadttheaters für seine Wieder-Einstellung einsetzten. In den darauffolgenden Tagen kam es zu Tumulten durch das Publikum. Ende März bat der Theaterdirektor Heinrich Laube um seine eigene Entlassung. Albrecht Herzfeld erhielt ein Engagement in Mannheim und Rosa Herzfeld-Link folgte ihm nach der Hochzeit 1871 dorthin.